# リュクラント
リュクラント (ドイツ語: Rügland) は、ドイツ連邦共和国バイエルン州ミッテルフランケンのアンスバッハ郡に属す町村（以下、本項では便宜上「町」と記述する）で、ヴァイエンツェル行政共同体を構成する自治体の一つ。

## 地理
リュクラントは、フランケンホーエ自然公園内に位置する。

### 自治体の構成
この町は、公式には12の地区 (Ort) からなる。このうち小集落や孤立農場などを除く集落を以下に列記する。
- ダウバースバッハ
- リンダッハ
- オーベルンビーベルト
- ローゼンベルク
- リュクラント
- ウンテルンビーベルト

## 歴史
リュクラントが初めて文献上で言及されるのは、1137年。クライルスハイム男爵の騎士領は1796年にプロイセン領となり、1792年にプロイセンが併合していたアンスバッハ侯領の一部という扱いになった。1806年のライン同盟によりこの村はバイエルン領となった。1818年に現在の政治的な自治体として成立した。

## 行政

### 議会
リュクラントの町議会は町長を含め13議席からなる。

### 紋章
図柄: 胸壁状の赤い上部。その下部は銀地で、中央に金の横帯がある黒い盾型が描かれている。その両側に直立した黒い鹿の角。

## 経済と社会資本
リュクラントは、ロマンティック・フランケン観光連盟に加盟している。

## 人物

### 出身者
- フリッツ・ブラター (1880 - 1945) バート・フランケンハウゼンで活躍した教育者、著述家。

## 引用
1. ↑  https://www.statistikdaten.bayern.de/genesis/online?operation=result&code=12411-003r&leerzeilen=false&language=de Genesis-Online-Datenbank des Bayerischen Landesamtes für Statistik Tabelle 12411-003r Fortschreibung des Bevölkerungsstandes: Gemeinden, Stichtag (Einwohnerzahlen auf Grundlage des Zensus 2011)
2. ↑  Bayerische Landesbibliothek Online